# Дудар (Гранада)
Дудар (ісп. Dúdar) — муніципалітет в Іспанії, у складі автономної спільноти Андалусія, у провінції Гранада. Населення — 335 осіб (2010).
Муніципалітет розташований на відстані близько 360 км на південь від Мадрида, 10 км на схід від Гранади.
На території муніципалітету розташовані такі населені пункти: (дані про населення за 2010 рік)
- Дудар: 252 особи
- Агуас-Бланкас: 83 особи

## Демографія
Динаміка населення (INE ):

## Галерея зображень

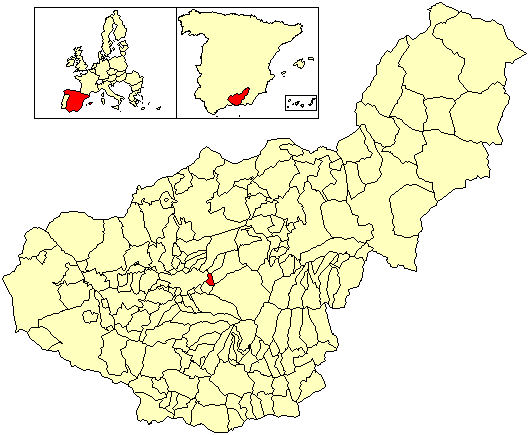
Розташування муніципалітету Дудар у провінції Гранада